# احنا الشعب
احنا الشعب هي أغنية مصرية مقتطفة من قصيدة الأحزان العادية للشاعر عبد الرحمن الأبنودي. وقد غنّى ولحن الأغنية مجموعة كايروكي. وقد أنتج فيديو كليب للأغنية في صيف 2012 من إخراج محمد شاكر.